# Ibycter americanus
Ibycter americanus е вид птица от семейство Соколови (Falconidae), единствен представител на род Ibycter.

## Разпространение
Видът е разпространен в Боливия, Бразилия, Венецуела, Гватемала, Гвиана, Еквадор, Колумбия, Коста Рика, Мексико, Никарагуа, Панама, Перу, Суринам, Френска Гвиана и Хондурас.